# Provincia de Salerno
La Provincia de Salerno (del italiano: Provincia di Salerno) es una provincia de la región de Campania, en Italia. Su capital es la ciudad de Salerno.
Tiene un área de 4954,16 km² y una población total de 1.108.509 hab. (2014).  Hay 158 municipios en la provincia.

## Descripción física

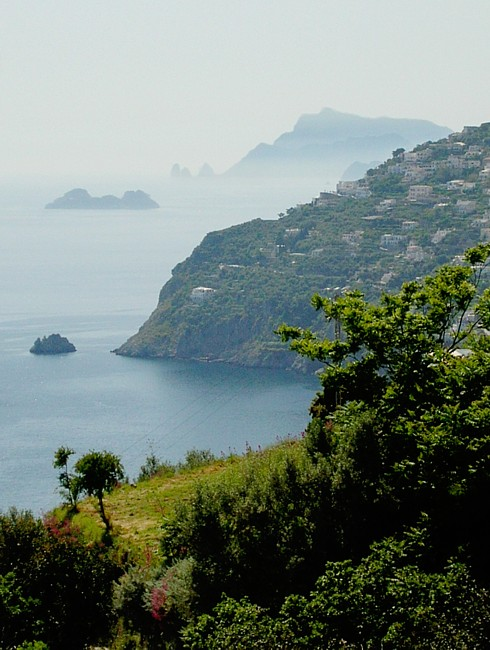
Costa Amalfitana

Por la amplitud del territorio, que comprende muchas entidades histórico-geográficas, es una de las provincias más variadas y heterogéneas de Italia.
Al norte, en la frontera con la ciudad metropolitana de Nápoles, se encuentran dos áreas distintas: el agro nocerino sarnese, la zona menos extensa de la provincia (170 km²), pero la más poblada (300.000 hab. con una densidad de población de casi 1800 hab/km²), fertilizada por las cenizas vesubianas y regada por el río Sarno, y la costa Amalfitana (parte meridional de la península Sorrentina, Patrimonio Unesco). Continuando hacia sudeste se encuentra la capital provincial, Salerno, que se ubica en el punto donde el valle del río Irno desemboca en el mar Tirreno, entre las estribaciones de los montes Lattari y Picentinos.
Más a este hay la llanura del Sele o de Paestum, una tierra malsana y cenagosa hasta el siglo XX, hoy zona de elevada productividad agrícola y de gran vocación turística. Al norte de la llanura aparecen las colinas y montañas del Alto y Medio Sele, en la frontera con la Irpinia. Al fin, más allá del Sele, se encuentran las amplias áreas del Cilento y del Vallo de Diano, territorios predominantemente montañosos y con abundante vegetación. Debido a su difícil accesibilidad, permanecieron por mucho tiempo aislados de los flujos de tráfico, conservando su conjunto paisajístico e histórico que fue declarado parque nacional y Patrimonio Unesco.

### Orografía

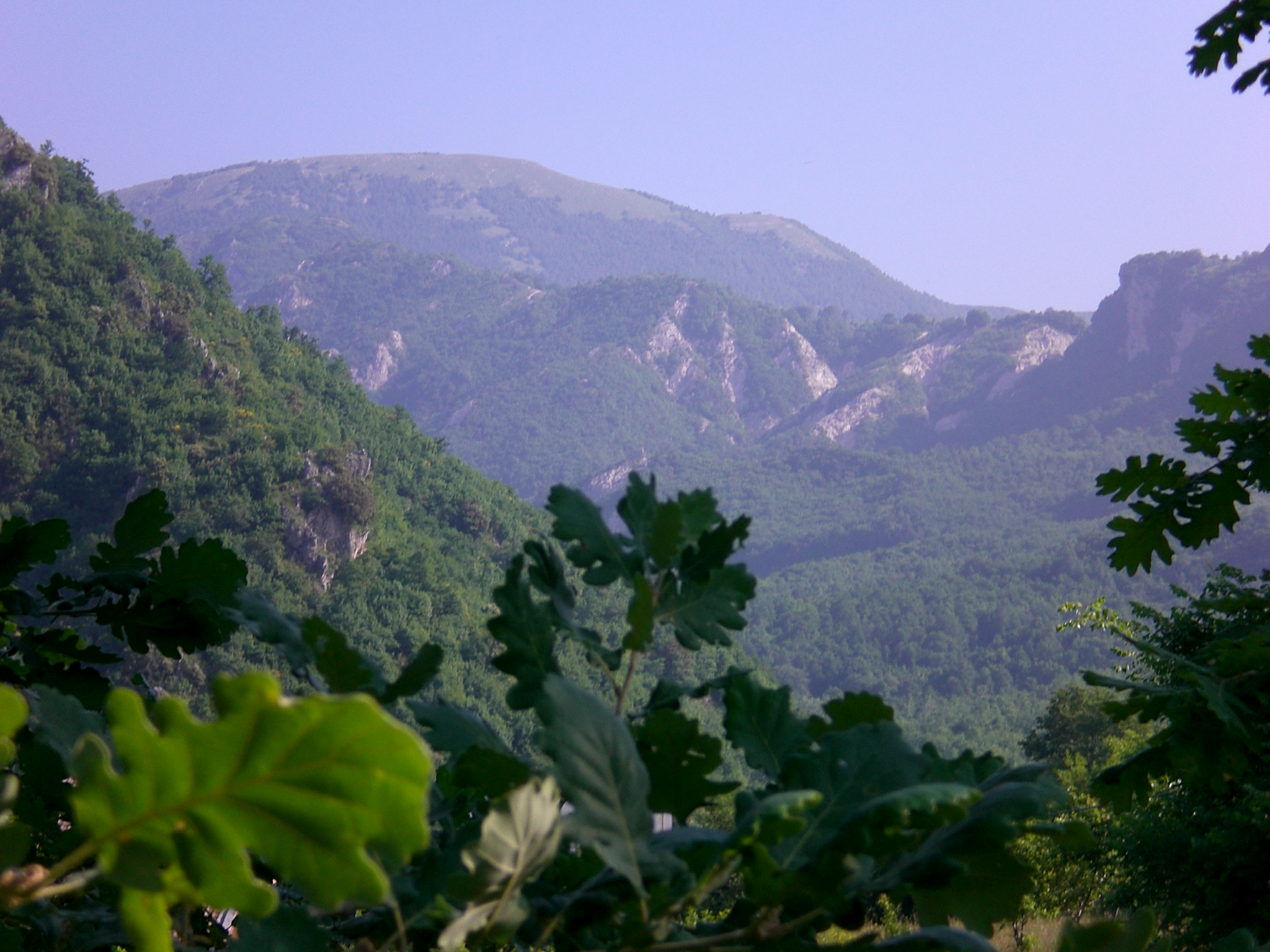
Monte Polveracchio y Valle del Tenza

Las alturas principales son el Monte Cervati (1898 m) y el macizo de los Alburni con el Monte Panormo (1742 m), que pertenecen a los Subapeninos lucanos; el Polveracchio (1790 m) y el Accellica (1660 m), que pertenecen a los Apeninos campanos. Los valles de mayor dimensión son el Vallo de Diano, el valle del Sele y el del Calore.
La costa de la provincia de Salerno se extiende por unos 220 km, desde Positano a Sapri; la morfología de la costa es muy varia: la parte norte corresponde a la famosa costa Amalfitana, áspera y abrupta; la parte central es plana y es caracterizada por una amplia playa, flanqueada por una pineda lozana, que se extiende por más de 50 km desde Salerno a Agropoli, pasando por Paestum; la parte sur, dicha "Costa Cilentana", se extiende por unos 100 km desde Agropoli a Sapri y es caracterizada por el continuo alternarse de puntos ásperos y rocosos con playas amplias y arenosas.

### Hidrografía

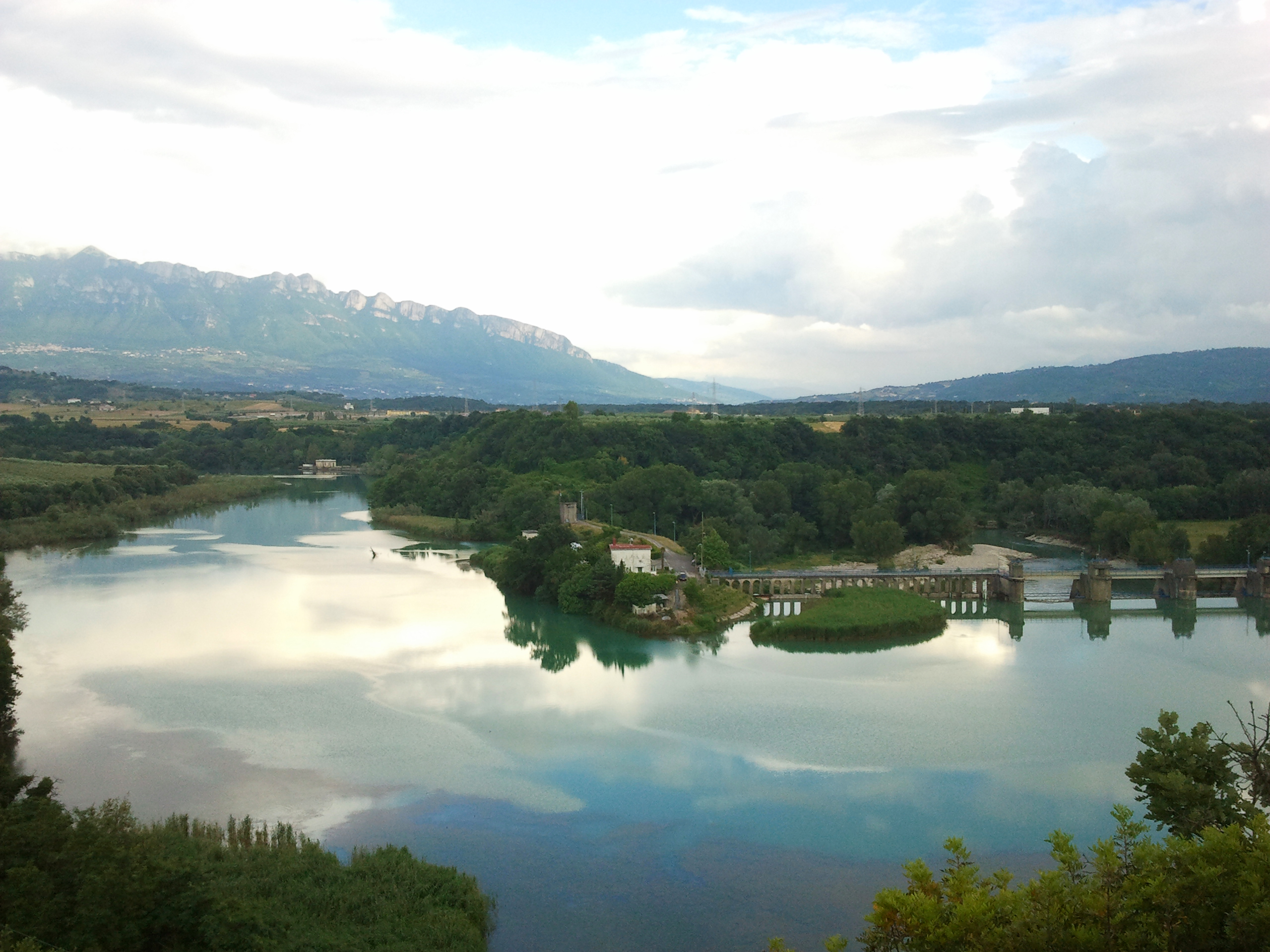
Dique de Persano en el río Sele

El territorio, predominantemente ondulado, es rico en cursos de agua, el principal de los cuales es el río Sele, que nace en provincia de Avellino y desemboca en la localidad Foce Sele, en Éboli, con caudal de alrededor de 70 m³/s. Otros cursos de agua importantes son su afluente Calore Lucano, el Tanagro, el Bussento, el Sarno y el Alento, que da el nombre a la subregión cilentana (cis-alento).

### Clima
El clima se caracteriza por inviernos suaves y veranos calurosos y secos. La temperatura media del mes de enero es de 10,8 °C; la de julio es de 24,5 °C. La suavidad del clima se debe al hecho de que el territorio provincial está bien protegido de los fríos vientos nororientales (excepto la ciudad de Salerno) y expuesto a los sudoccidentales. El clima es marítimo, templado y lluvioso, especialmente en las zonas interiores. Los períodos de mayor pluviosidad son el otoño y el invierno. Cuando ocurren las libecciate (corrientes húmedas de lebeche que soplan en la provincia), además de las violentas marejadas se registran intensas precipitaciones orográficas, en particular en las zonas más expuestas a este viento (Montes Picentinos y Cilento), dónde, con estas configuraciones meteorológicas, a veces caen chaparrones.

## Historia

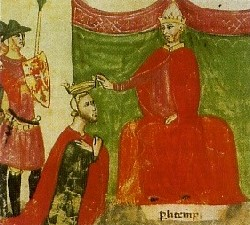
Roberto Guiscardo.

Los primeros asentamientos humanos conocidos ocupan la parte de la llanura del Sele más cercana a Salerno (municipio de Pontecagnano Faiano y zonas colindantes). En época histórica, la provincia fue visitada por los Etruscos que fundaron Nuceria Alfaterna y un asentamiento en el barrio salernitano de Fratte, y sobre todo por los Griegos, que fundaron ahí un importante centro de la Magna Grecia: Posidonia, luego rebautizada con el nombre de Paestum por los Romanos, hoy una de las áreas arqueológicas más importantes de Italia. Colonos griegos procedentes de Focea fundaron la ciudad de Elea-Velia, donde nacieron Parménides y Zenón, entre los mayores filósofos de la antigüedad. Gran importancia tuvo la ciudad de Éboli que, hasta hace unos siglos, ocupaba un área que se extendía desde el Sele al Tusciano, también ocupando el territorio de la actual Battipaglia. Salerno fue probablemente un asentamiento etrusco, luego colonia griega que más tarde fue conquistada o reemplazada por una colonia romana, como otros centros de la provincia, en el tiempo de la segunda guerra púnica. Se convirtió en colonia ciudadana en el siglo III a. C.. En origen fue un castrum cerca del río Irno, al inicio del valle homónimo.

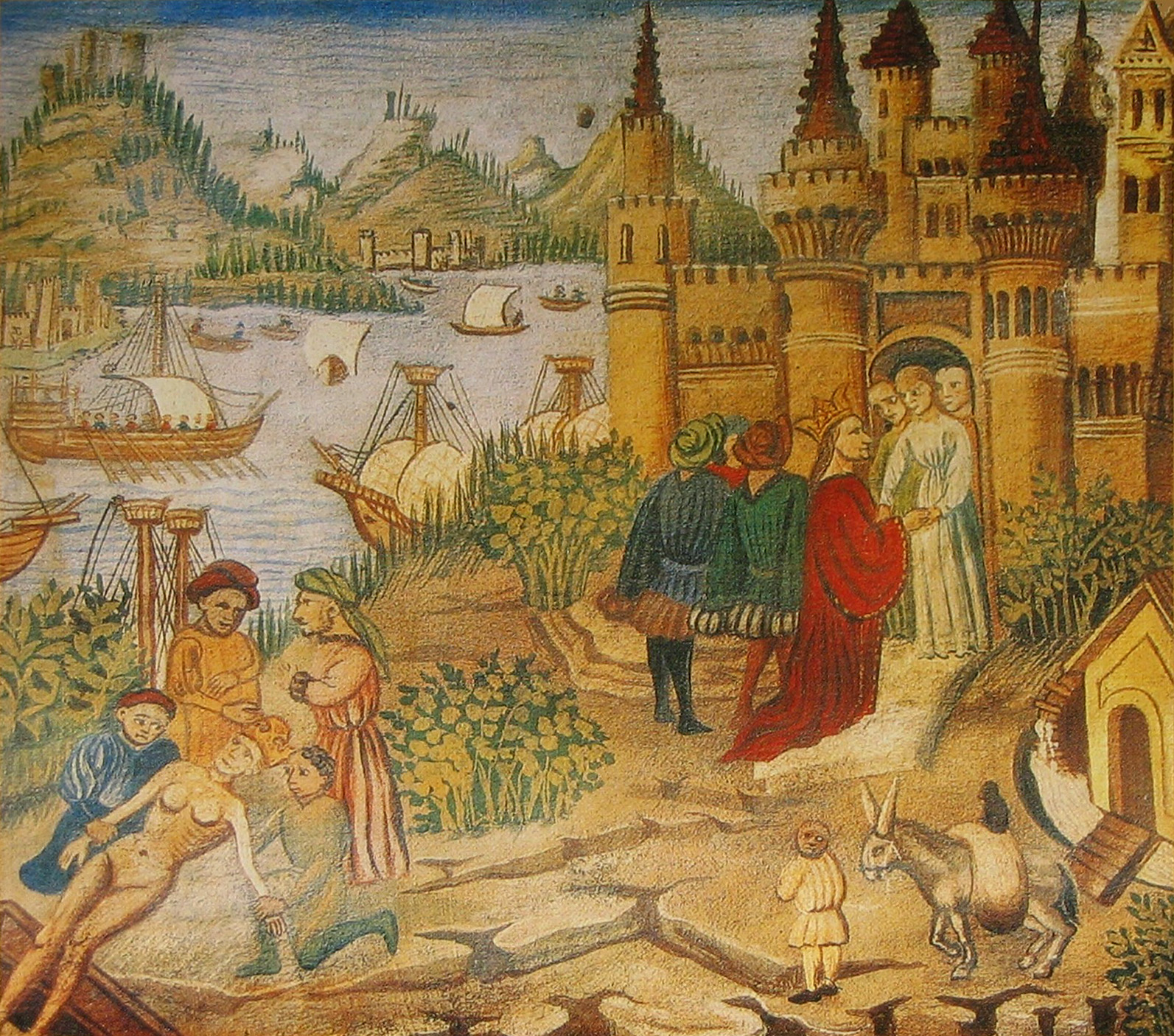
Una miniatura que representa la Escuela Médica Salernitana de una copia de los Cánones de Avicena.

Tras la caída del Imperio romano de Occidente, en este territorio tuvo lugar la Guerra Gótica (535–554). Posteriormente, a través del valle del Irno, los Lombardos bajaron desde el Ducado de Benevento a Salerno, en ese entonces bizantina, y la conquistaron, constituyendo una sede ducal.
En el siglo XI el dominio lombardo fue conquistado por los Normandos guiados por Roberto Guiscardo, así como la rival República amalfitana. En este período la antigua Escuela Médica Salernitana alcanzó el máximo de su esplendor y su autoridad fue sancionada por Federico II. Sin embargo, el desarrollo de la dinastía normanda llevó a localizar nuevos centros de poder, iniciando así una lenta decadencia de la provincia.
El territorio correspondiente a la actual provincia de Salerno, desde 1273 a 1860, fue una entidad administrativa perteneciente al Reino de Sicilia, luego al Reino de Nápoles y al fin al Reino de las Dos Sicilias, con el nombre de Principato Citra. En 1799 Salerno y parte de la provincia adhirieron a la República Napolitana. Durante el proceso de la Unificación de Italia, en la provincia hubo muchos miembros de la Carbonería y el Cilento fue teatro de dos motines en 1828 y 1848. En 1857 se produjo la tentativa de revuelta del patriota napolitano Carlo Pisacane. Posteriormente Giuseppe Garibaldi, en su marcha hacia Nápoles, gozó del apoyo de muchos salernitanos. En 1943 los Aliados desembarcaron en el golfo de Salerno y, el año siguiente, Salerno fue declarada sede provisional de la residencia real y de los primeros gobiernos post-fascistas, convirtiéndose, de facto, en la capital de Italia hasta la liberación de Roma.

## Economía

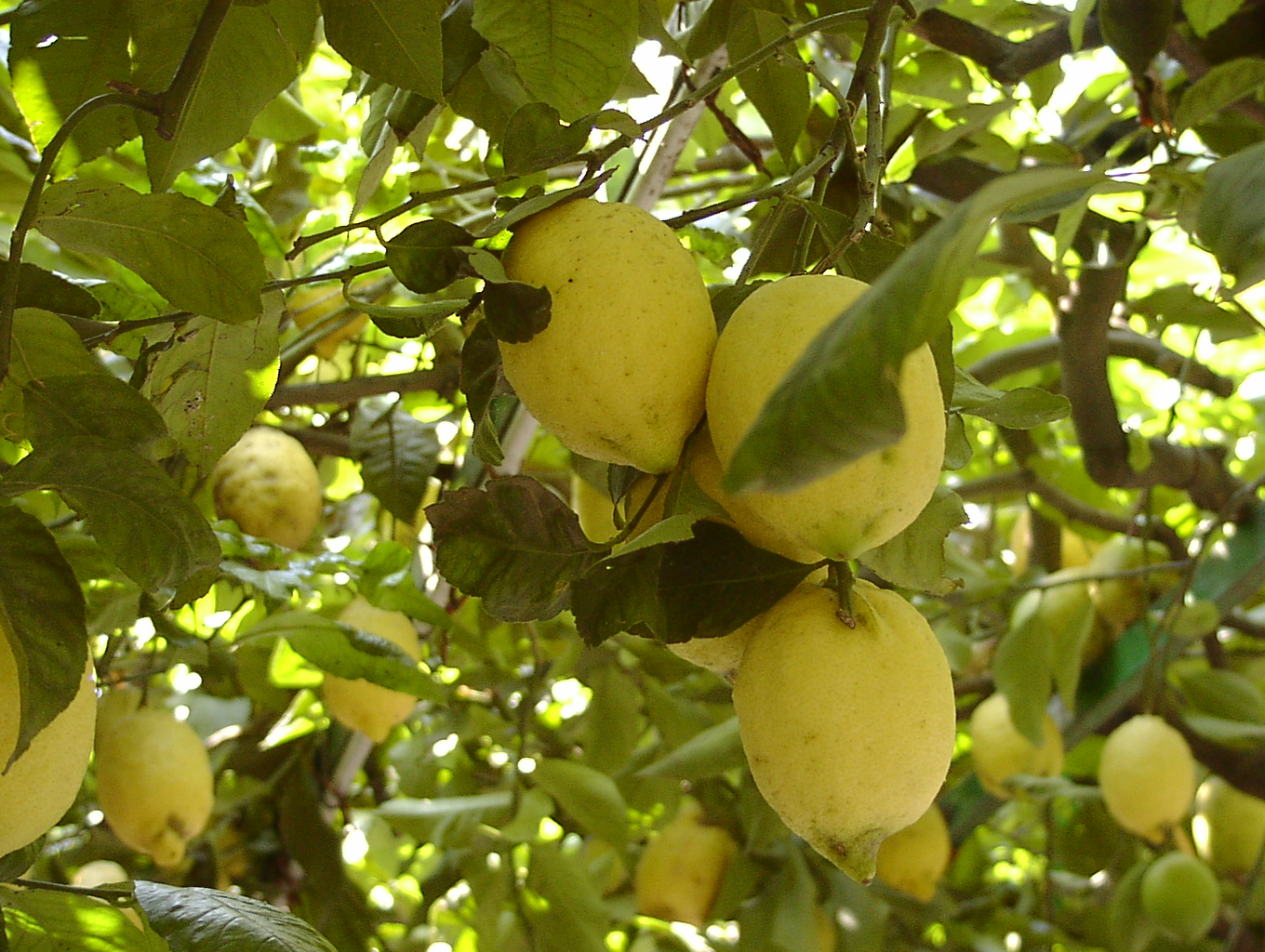
Limones Costa de Amalfi

En el siglo XIX la economía de la provincia alcanzó un fuerte crecimiento. En particular, el sector textil se desarrolló enormemente gracias a las inversiones de algunas familias suizas, que llevaron a una expansión del polo industrial textil en Salerno, Scafati, Angri, Nocera Inferiore, Piedimonte Matese, con un empleo de 12.000 obreros alrededor de 1880. Sin embargo, la producción bajó fuertemente a lo largo del siglo XX. En el Reino de Italia la industria alimentaria tuvo un fuerte desarrollo, también impulsado durante el período fascista, sobre todo en el agro nocerino sarnese y en la llanura del Sele. Ésta fue desecada y la tierra fértil fue asignada a colonos también procedentes de otras partes de Italia. La construcción del ferrocarril tirrénico sacó del aislamiento a las zonas más remotas de la provincia, en particular el Cilento. Después de la Segunda Guerra Mundial se registró un desarrollo industrial, sobre todo en los alrededores de la capital.
Hoy los sectores principales de la provincia son la agroindustria, el terciario y el turismo. En la llanura del Sele, además de la industria, es muy desarrollada la agricultura y la zootecnia. Las actividades industriales (química, mecánica, telecomunicaciones etc.) se concentran sobre todo en las parte septentrional de la provincia y en la llanura del Sele. Vietri sul Mare es famosa por su cerámica. Al sur de la capital se encuentran varias queserías. Está muy desarrollado también el sector de la pesca, sobre todo la del atún en Cetara.
Típicos de la provincia de Salerno son los siguientes productos:
- cebollita nocerina;
- higo blanco del Cilento;
- mozzarella de búfala campana;
- aceite de oliva del Cilento y de las Colinas Salernitanas;

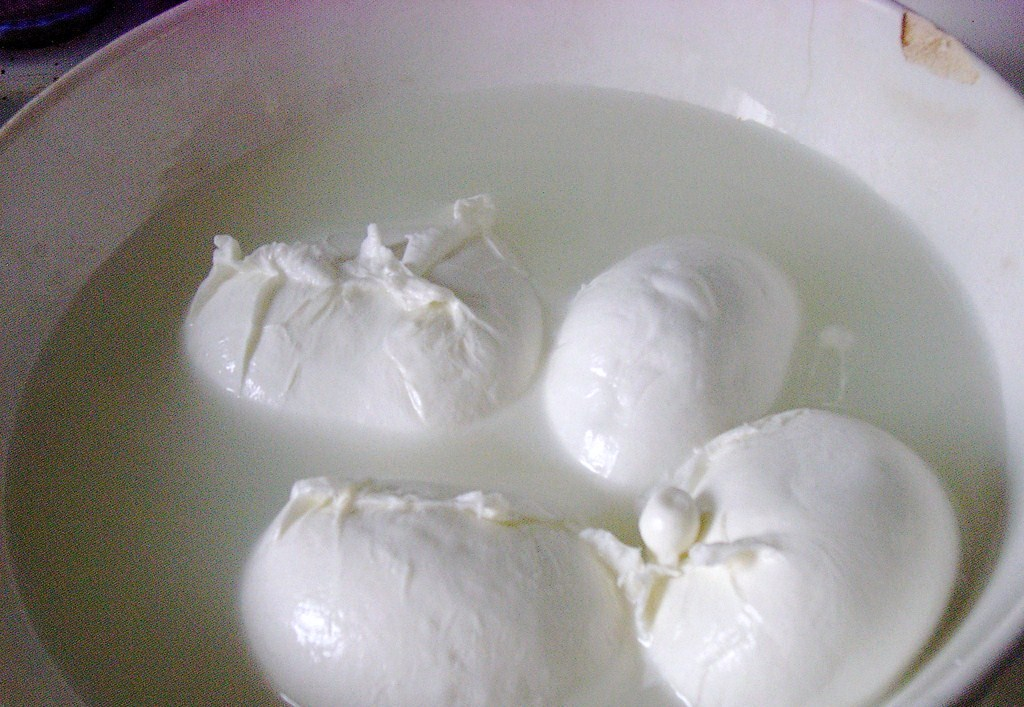
Mozzarella de búfala campana

- melocotón amarillo (percoca giallona) de Siano;
- tomate San Marzano;
- requesón de búfala campana;
- alcachofa de Paestum;
- limón Costa de Amalfi;
- castaña de Roccadaspide;
- manzana Annurca campana;
- avellana de Giffoni;
- judía de Controne;
- garbanzo de Cicerale;
- vinos Castel San Lorenzo, Cilento, Costa d'Amalfi, Colli di Salerno, Paestum y Monte di Grazia;

### Turismo
Las más conocidas localidades turísticas balnearias a nivel internacional son Amalfi, Positano, Ravello, Praiano, Maiori y Minori en la costa Amalfitana y Sapri, Scario, Castellabate, Marina di Camerota, Paestum, Ascea, Agropoli y Palinuro en la costa del Cilento.
El territorio provincial también es sede de cuatro parques regionales (Montes Picentinos, Diecimare, Cuenca Hidrográfica del río Sele y Montes Lattari), una reserva natural estatal (la Valle delle ferriere), dos reservas naturales regionales (Desembocadura Sele y Tanagro; Montes Eremita y Marzano), dos áreas marinas protegidas (Punta Campanella; Santa Maria di Castellabate y Punta Licosa) y dos áreas protegidas (Monte Polveracchio y Persano). En los acantilados y en los montes hay numerosas grutas naturales, como las de Pertosa, Marina di Camerota, Castelcivita, Bussento etc.

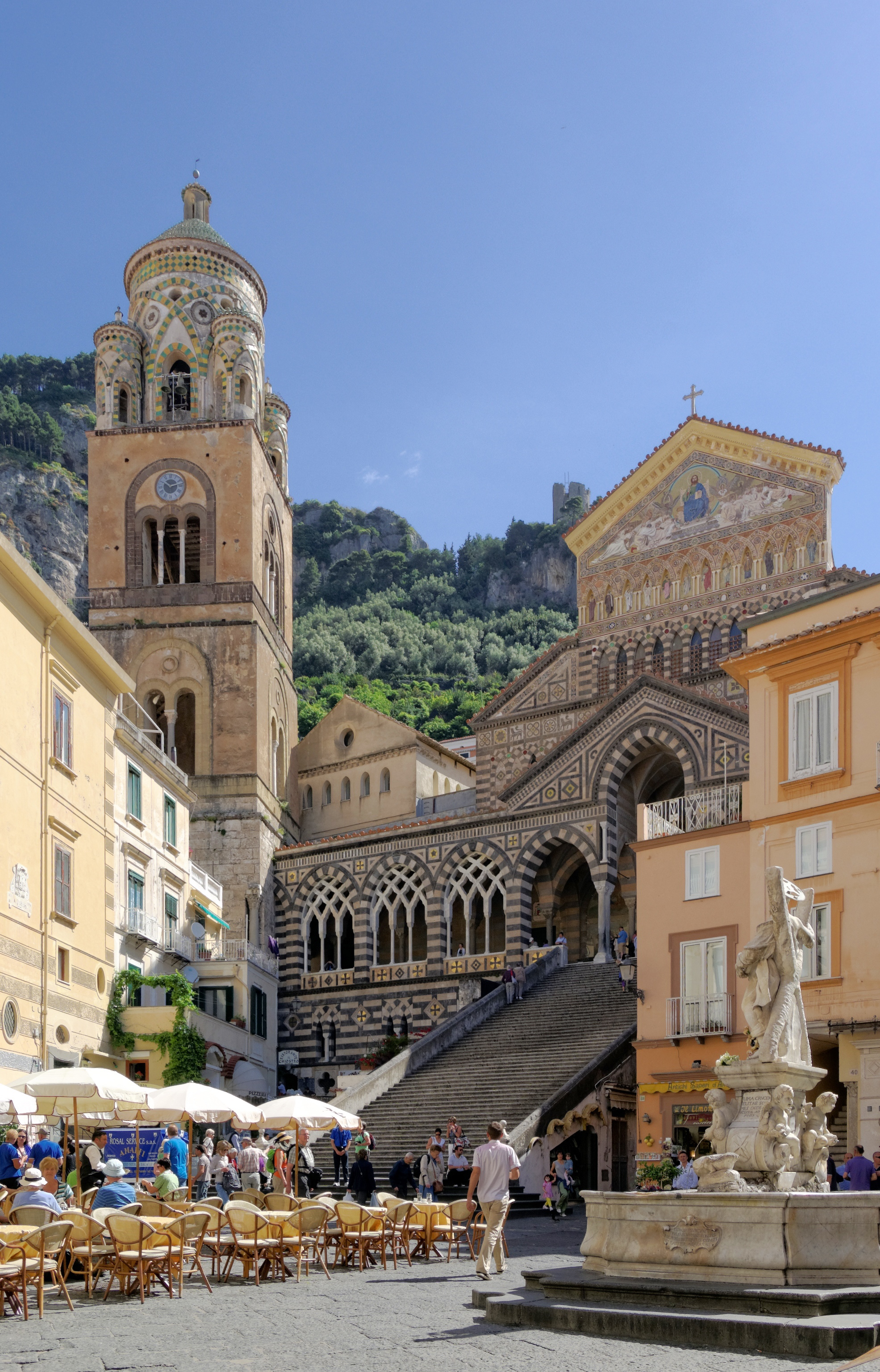
Amalfi
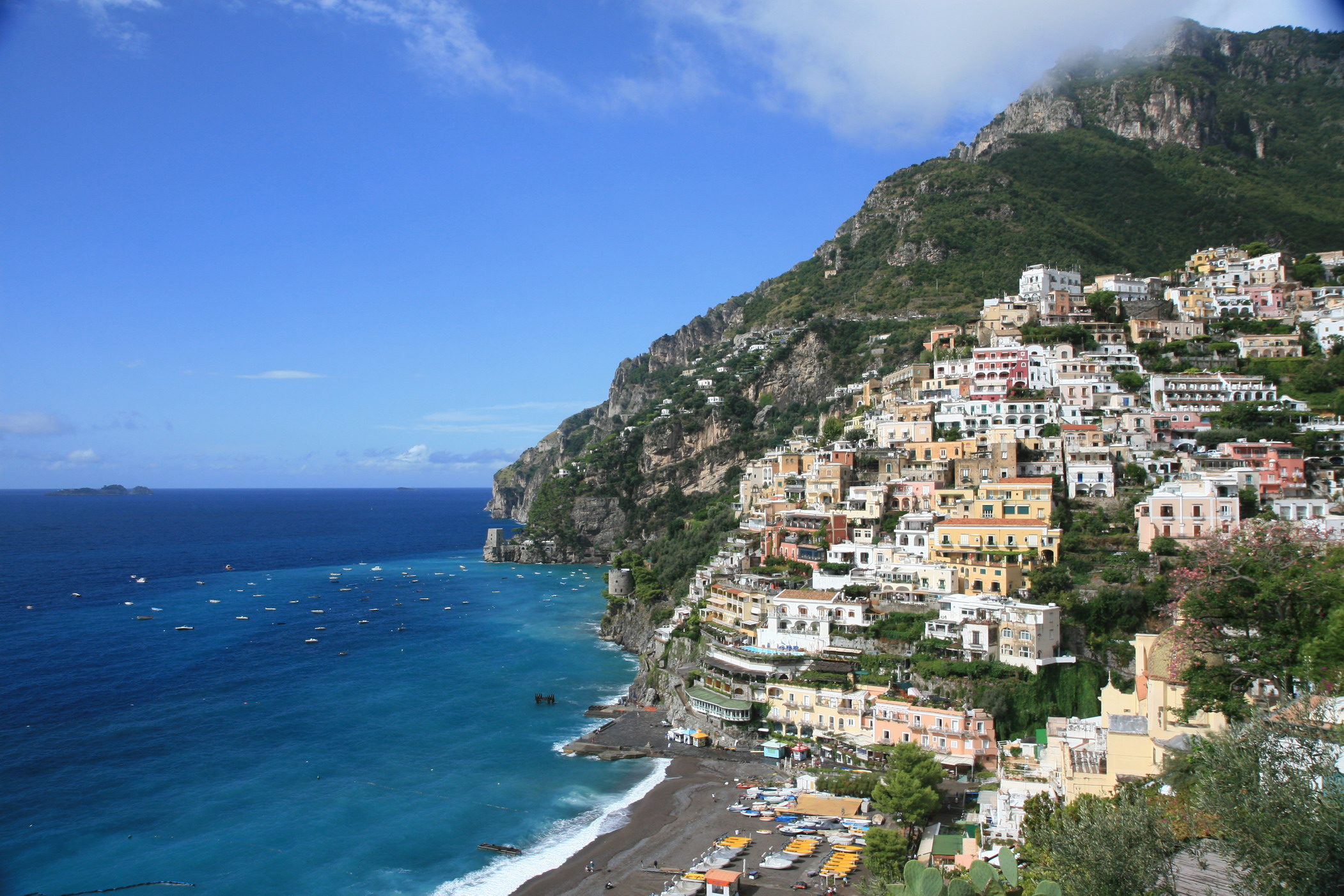
Positano
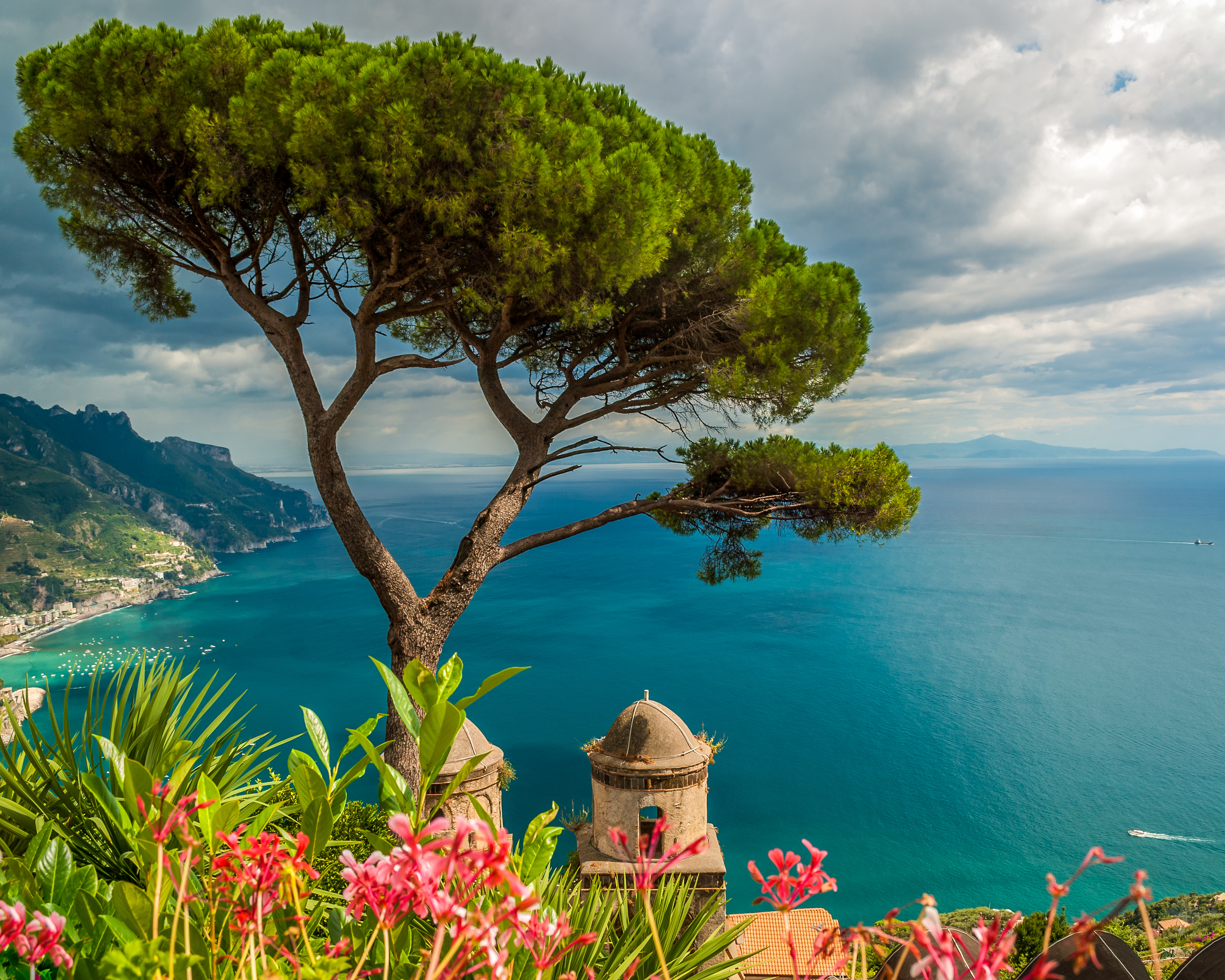
Ravello
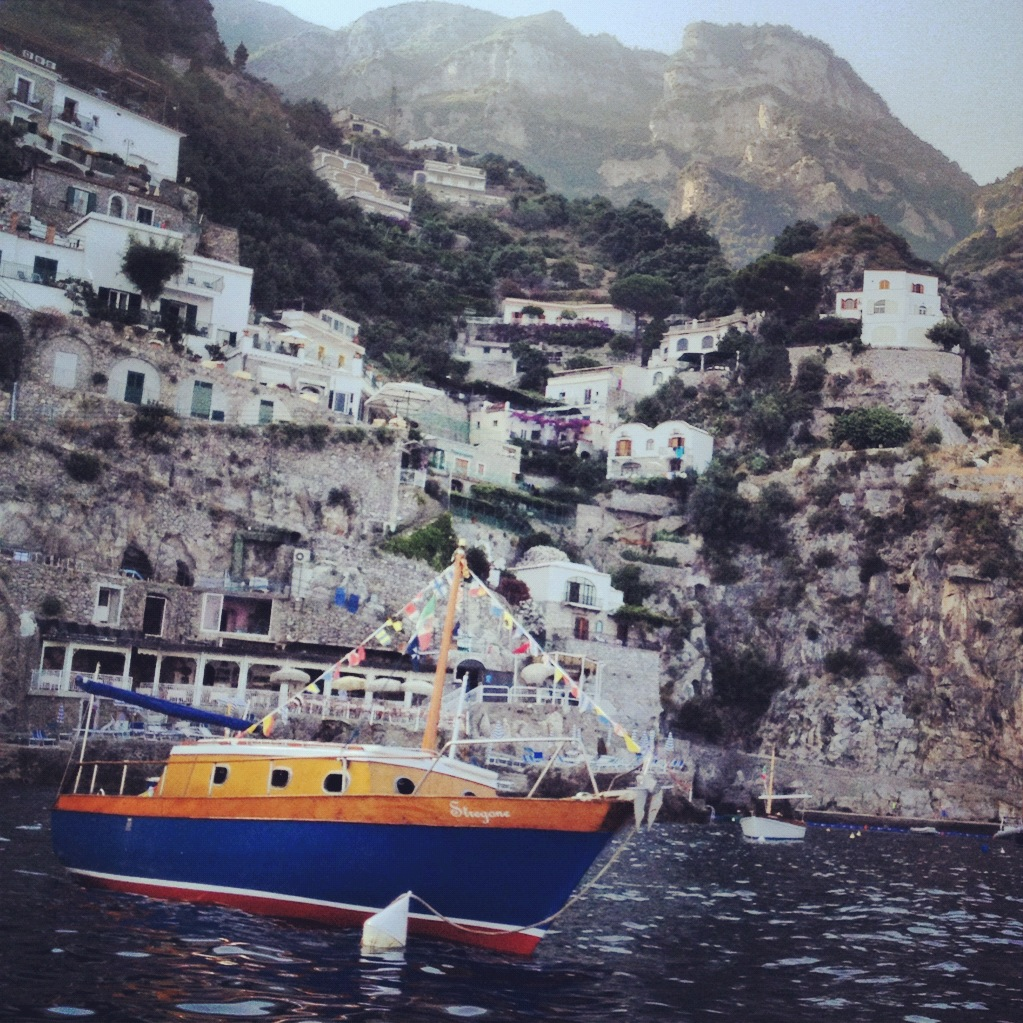
Praiano
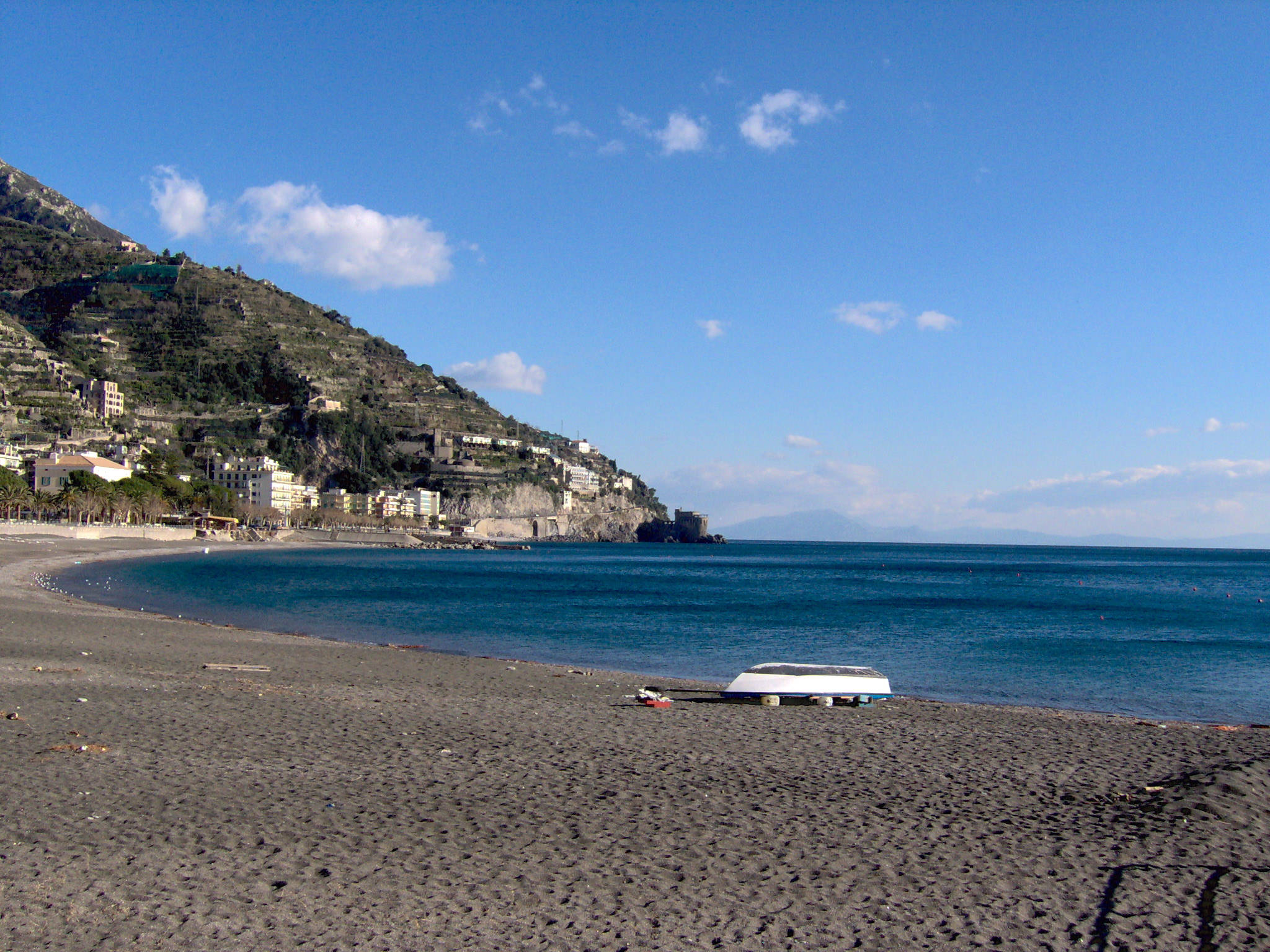
Maiori
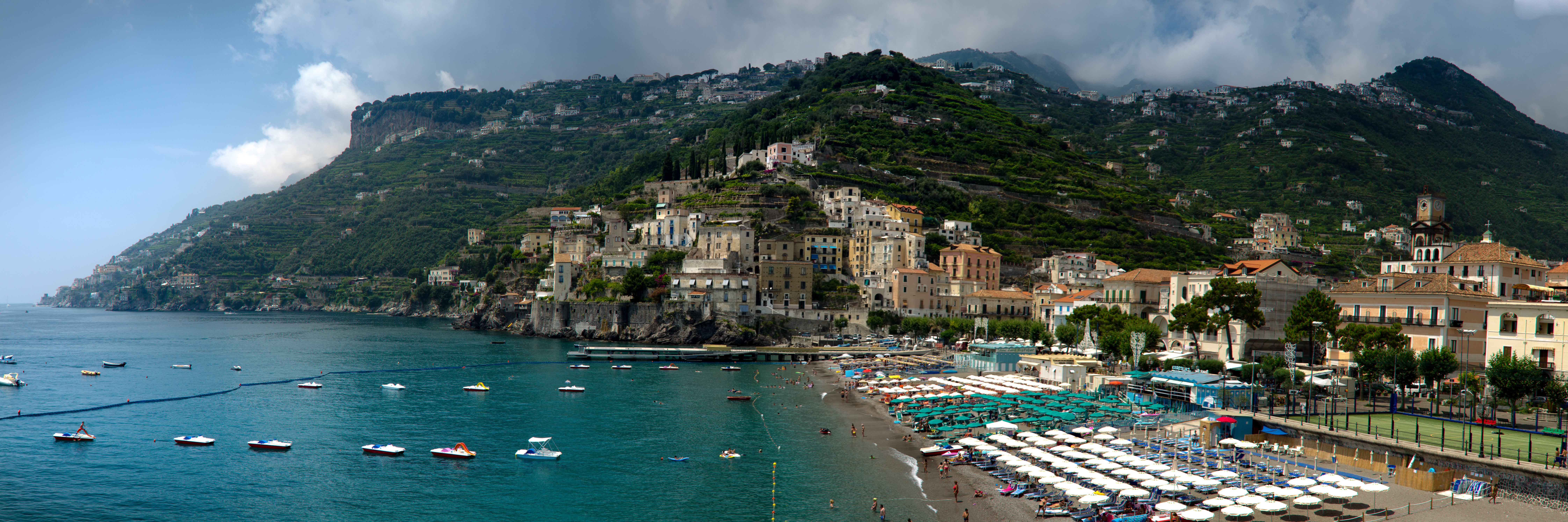
Minori
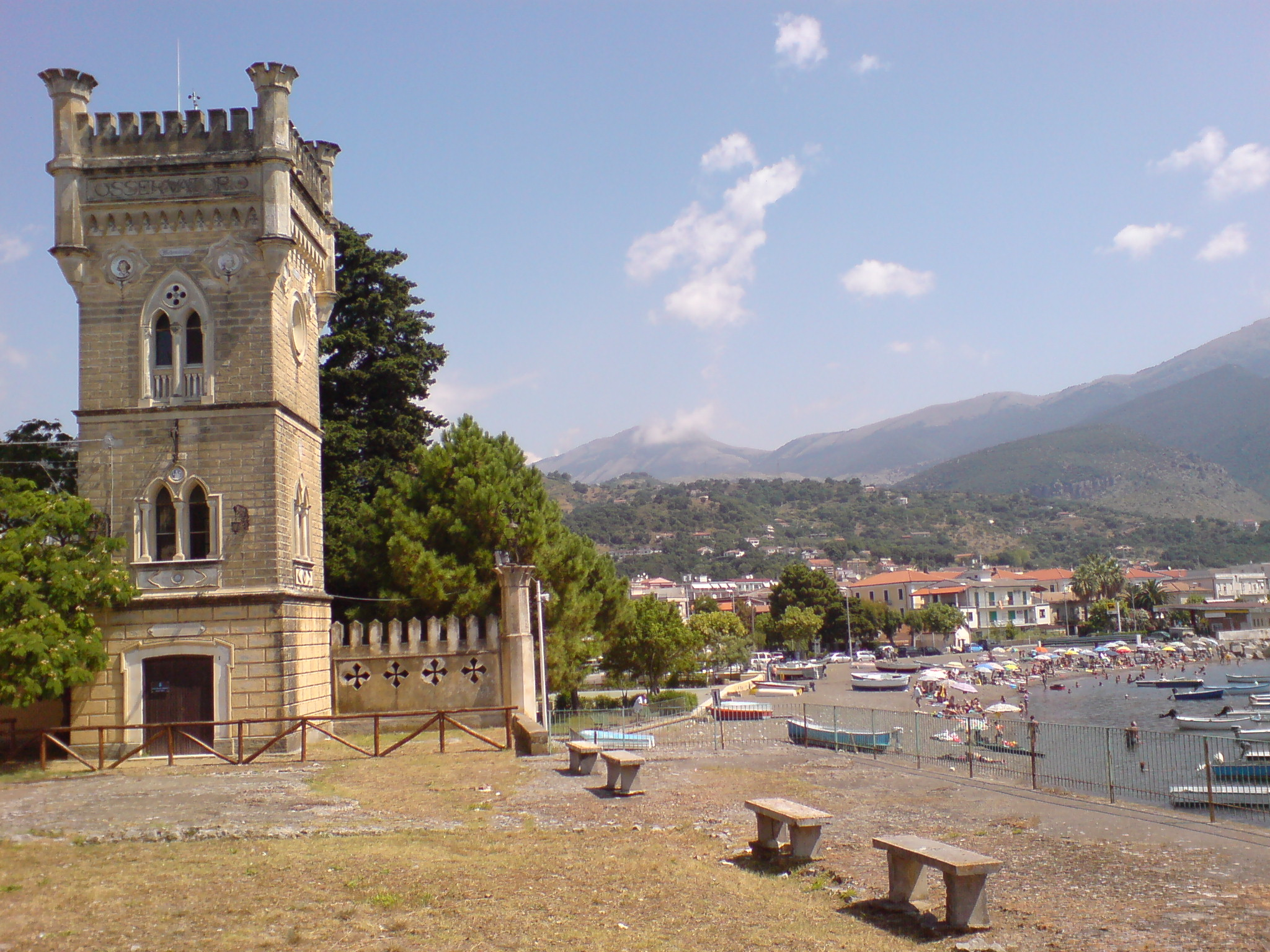
Sapri
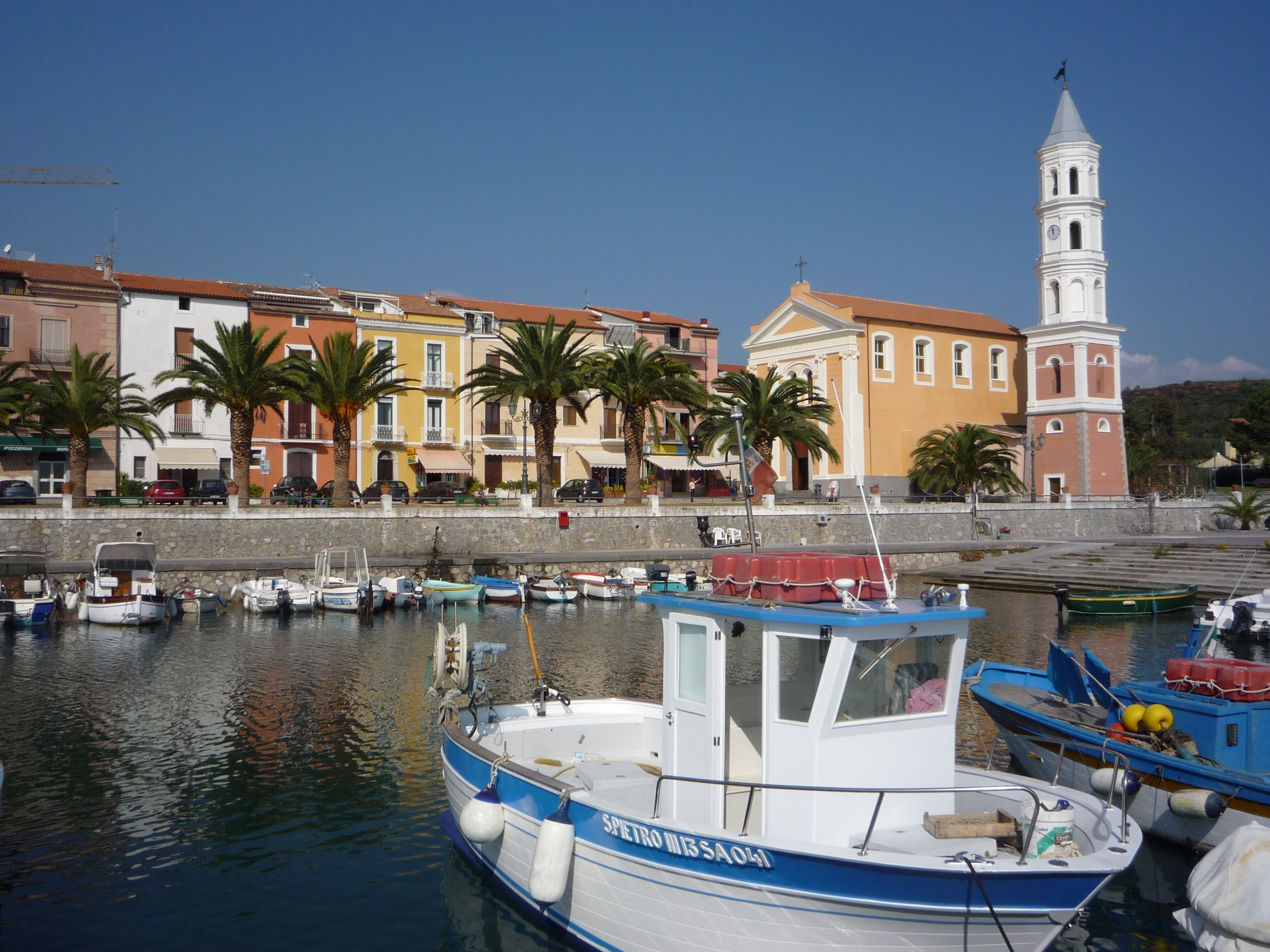
Scario
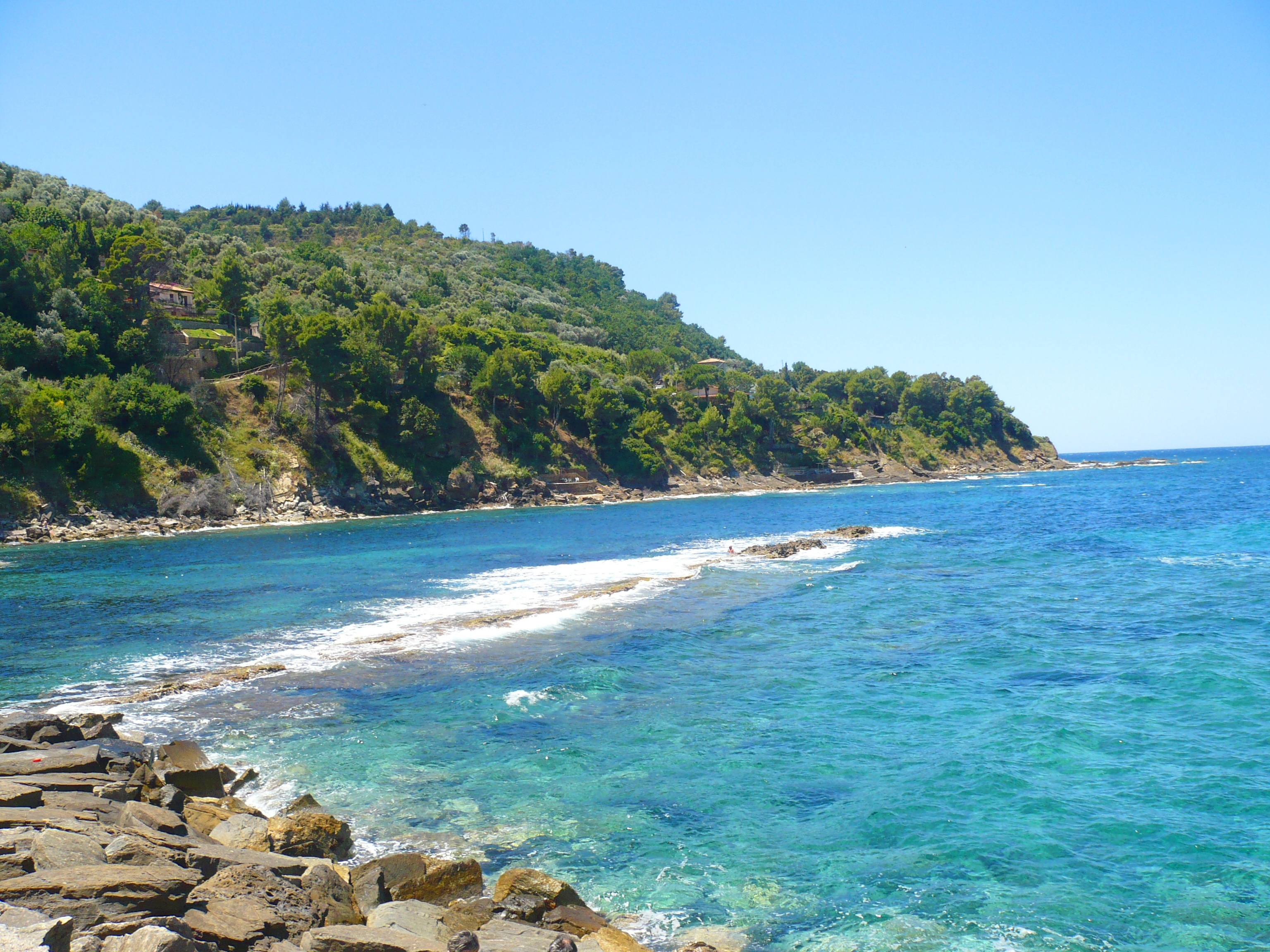
Castellabate
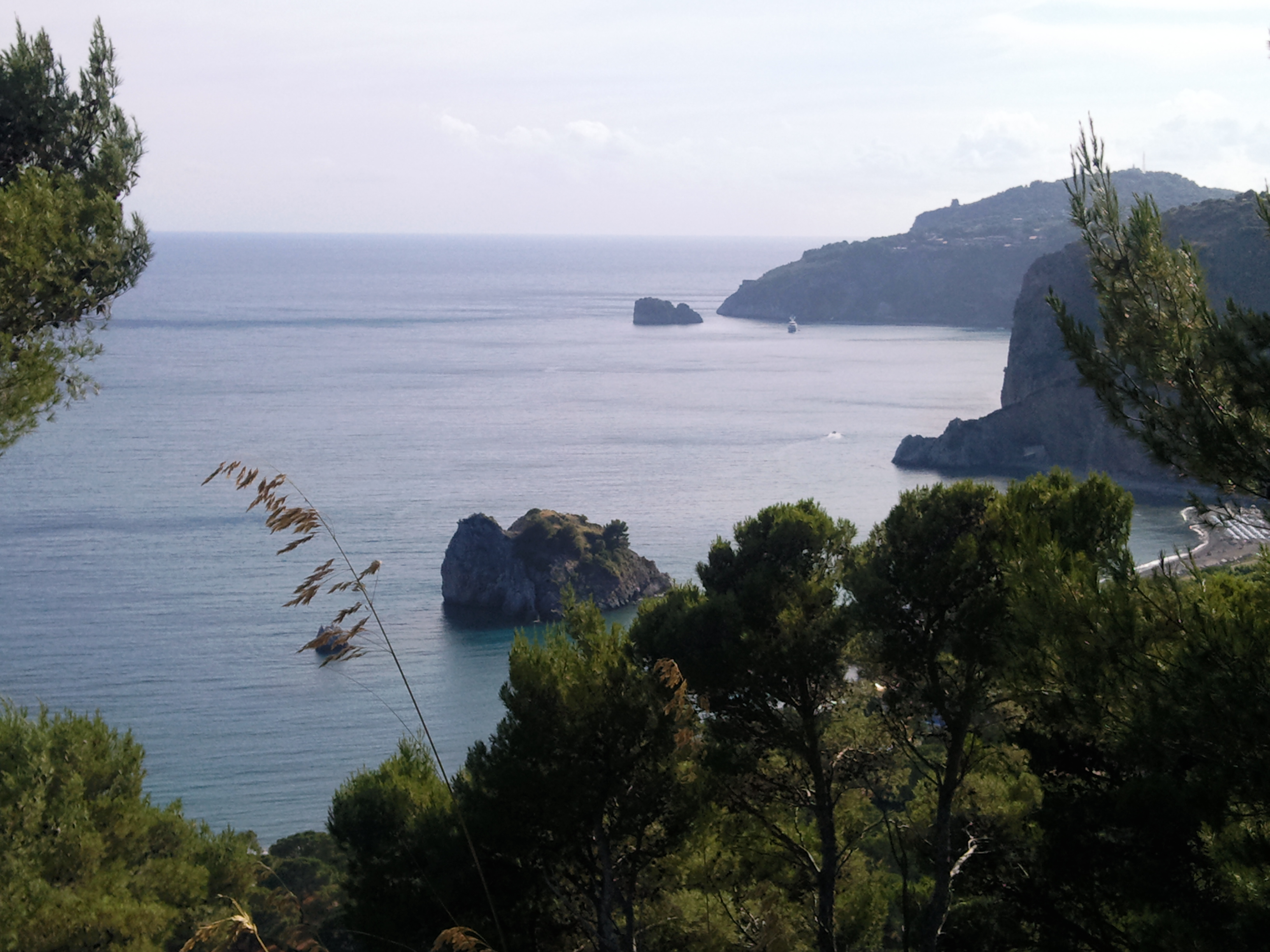
Marina di Camerota
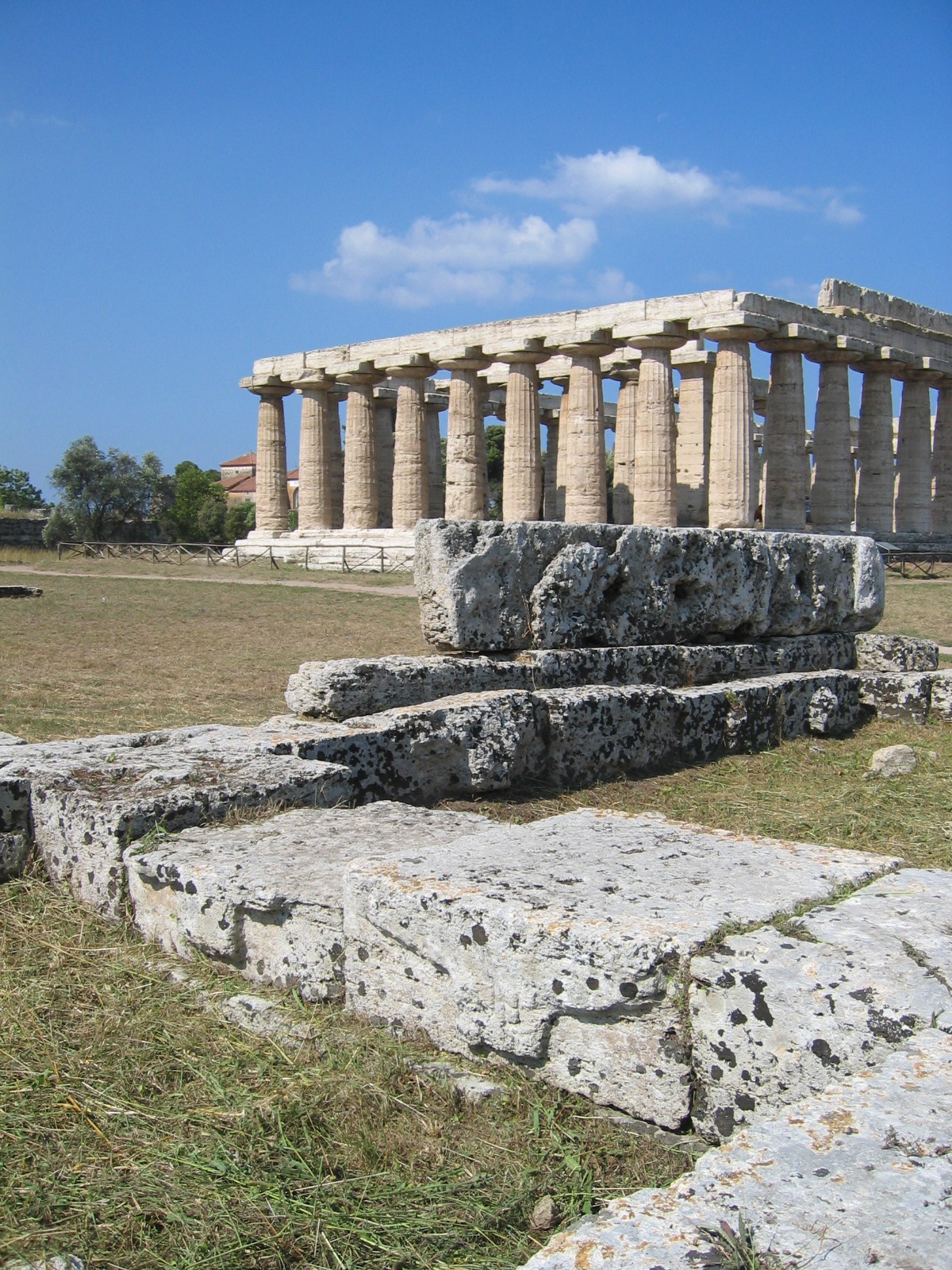
Paestum
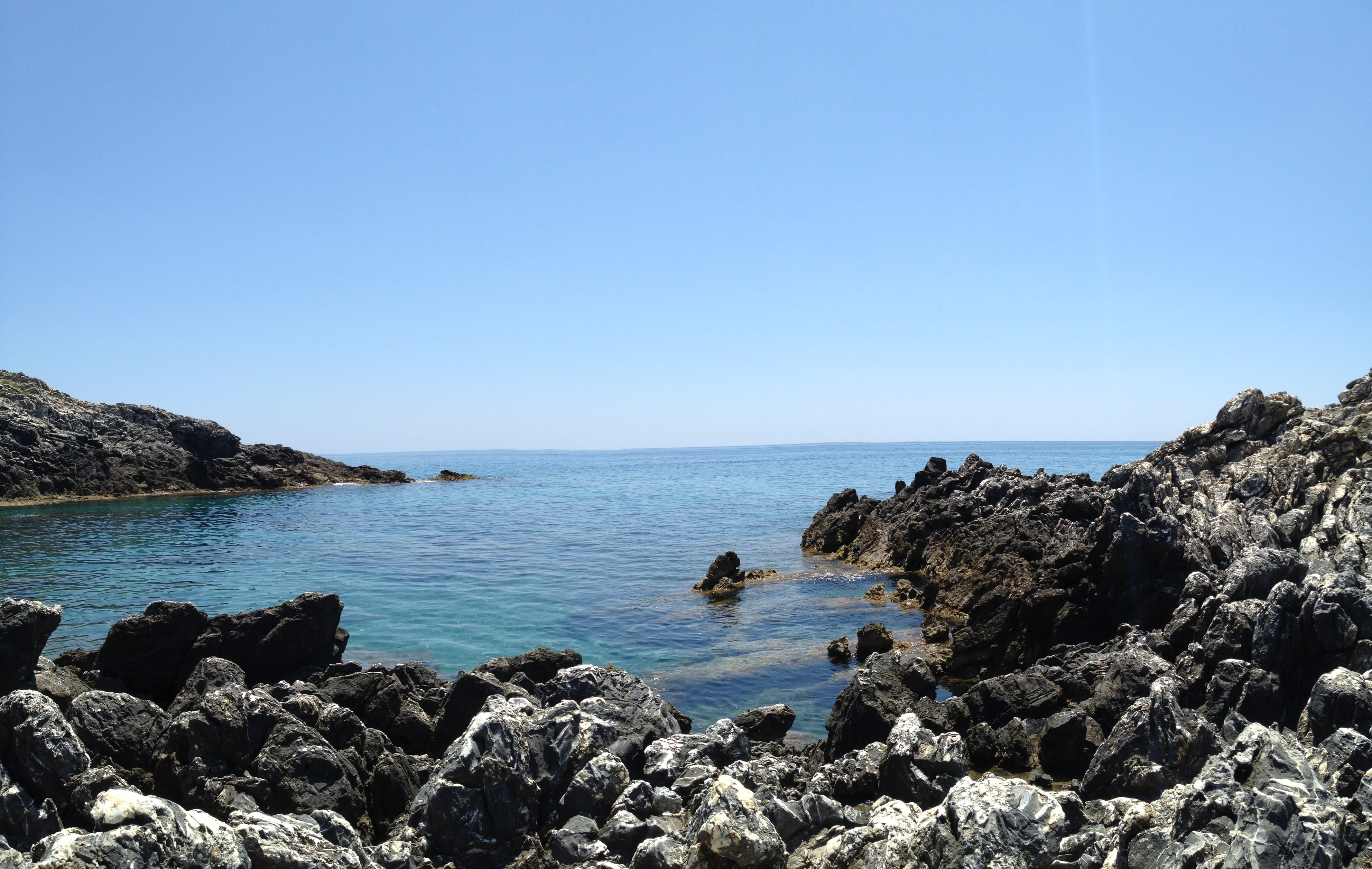
Ascea
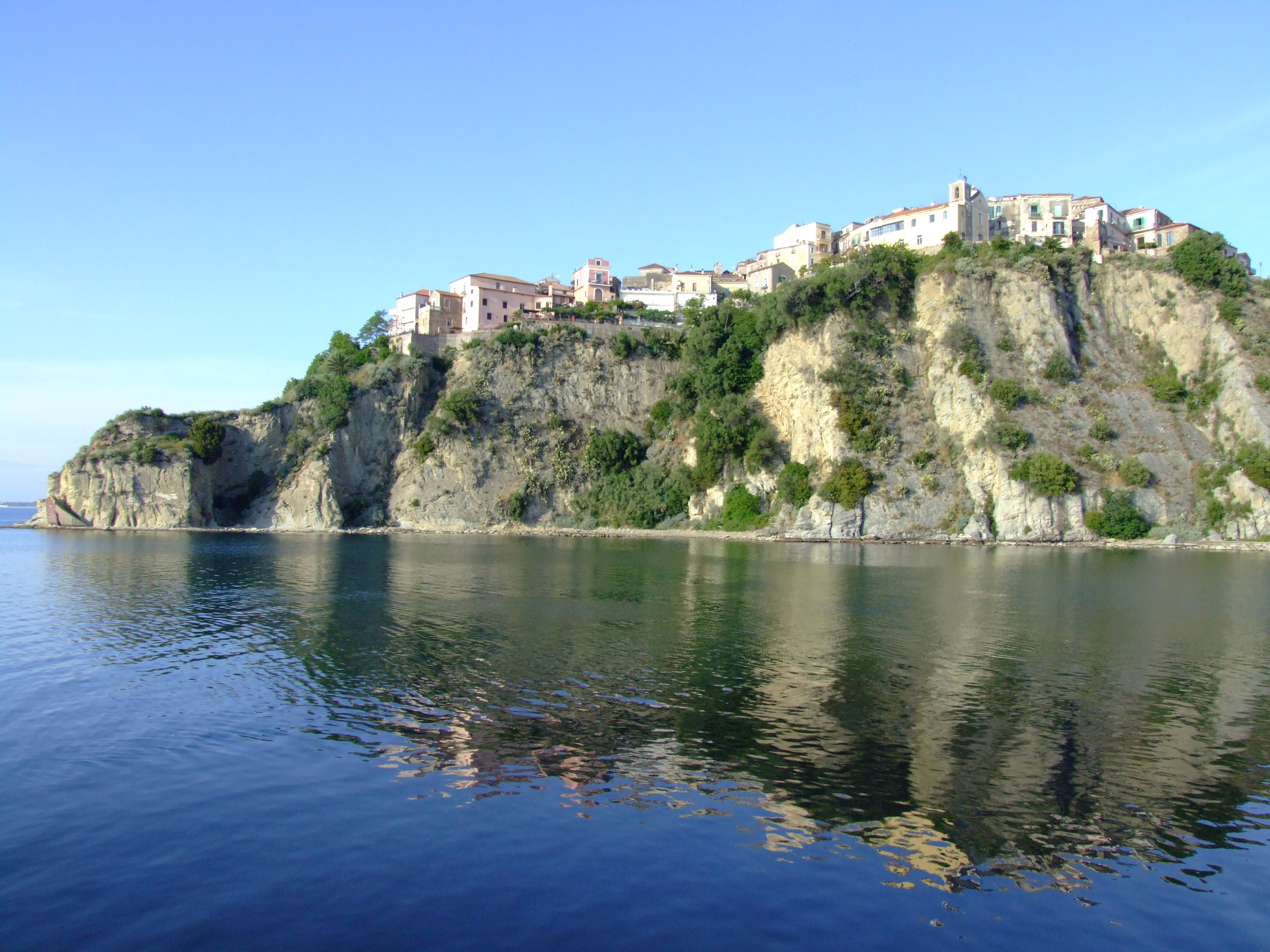
Agropoli
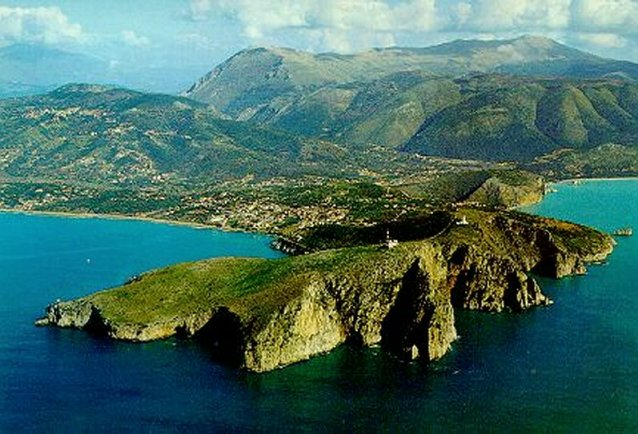
Palinuro

## Cultura
La provincia de Salerno alberga dos sitios Patrimonio de la Humanidad Unesco: la costa Amalfitana y el parque nacional del Cilento y Valle de Diano, con los sitios arqueológicos de Paestum y Velia, y la cartuja de Padula.

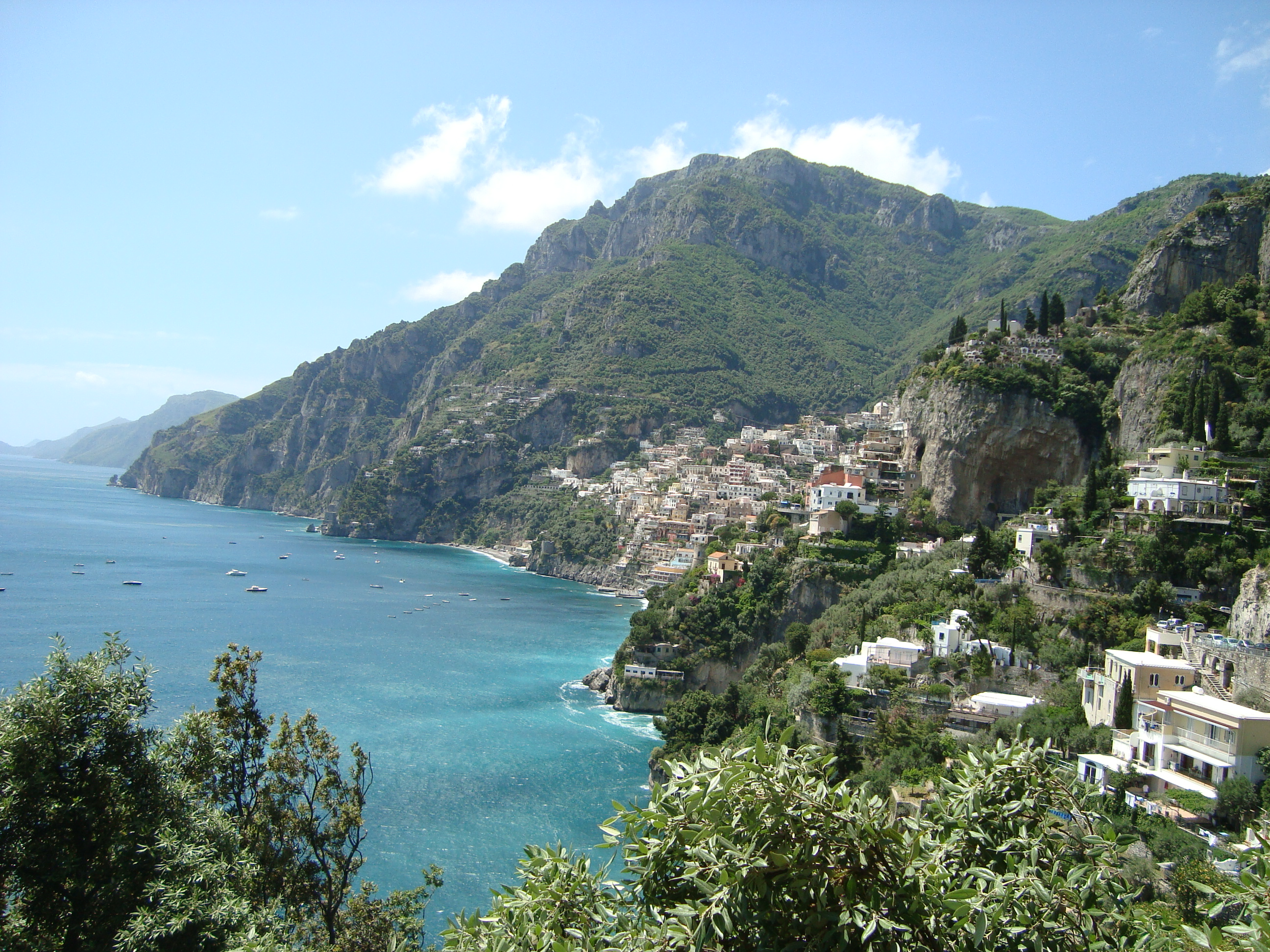
Costa Amalfitana
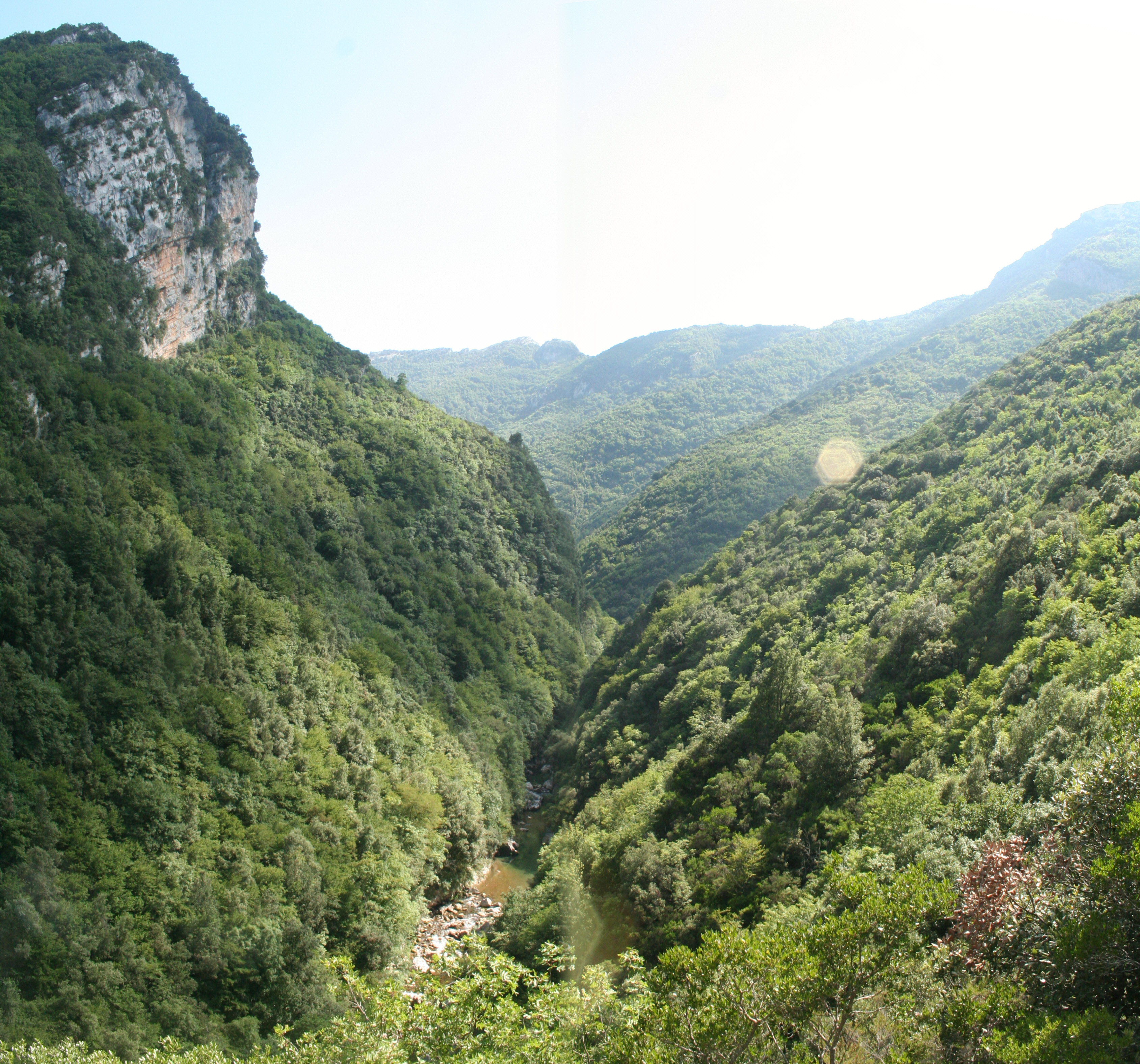
Parque nacional del Cilento y Valle de Diano
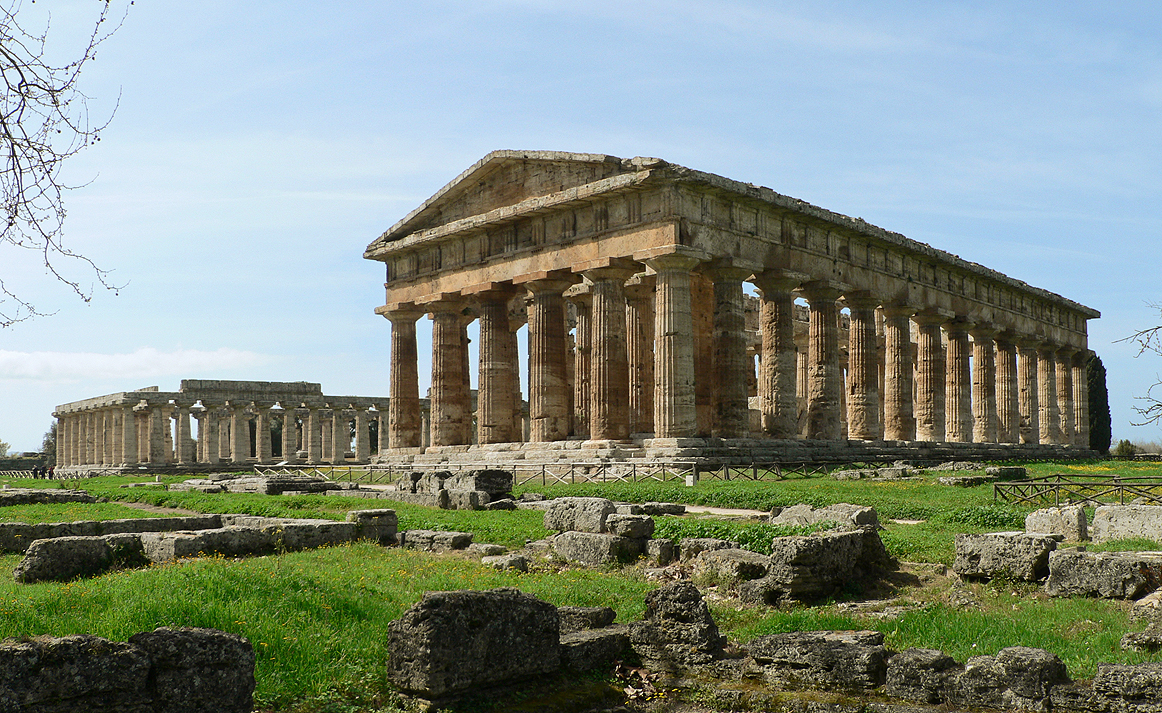
Paestum
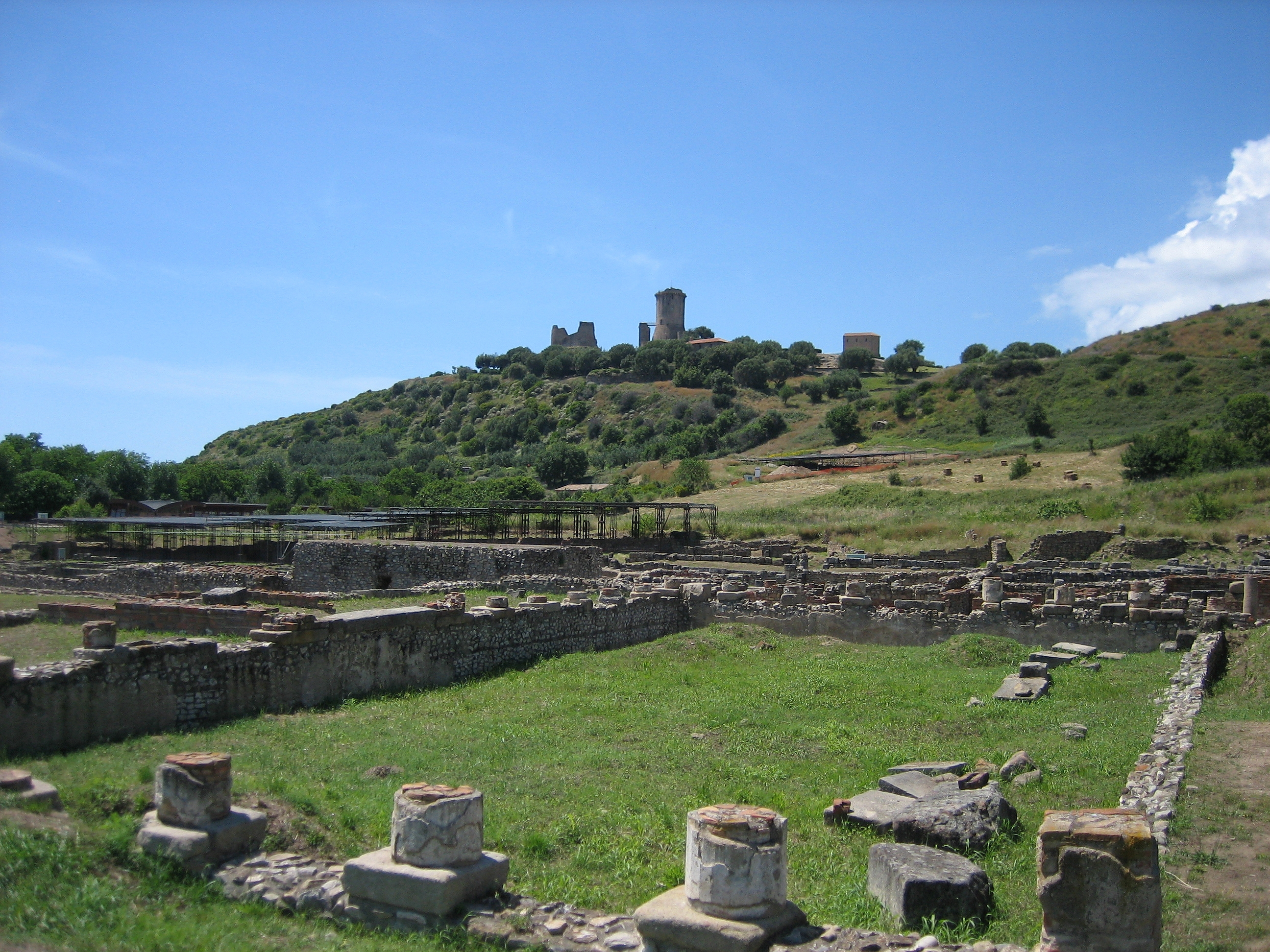
Velia
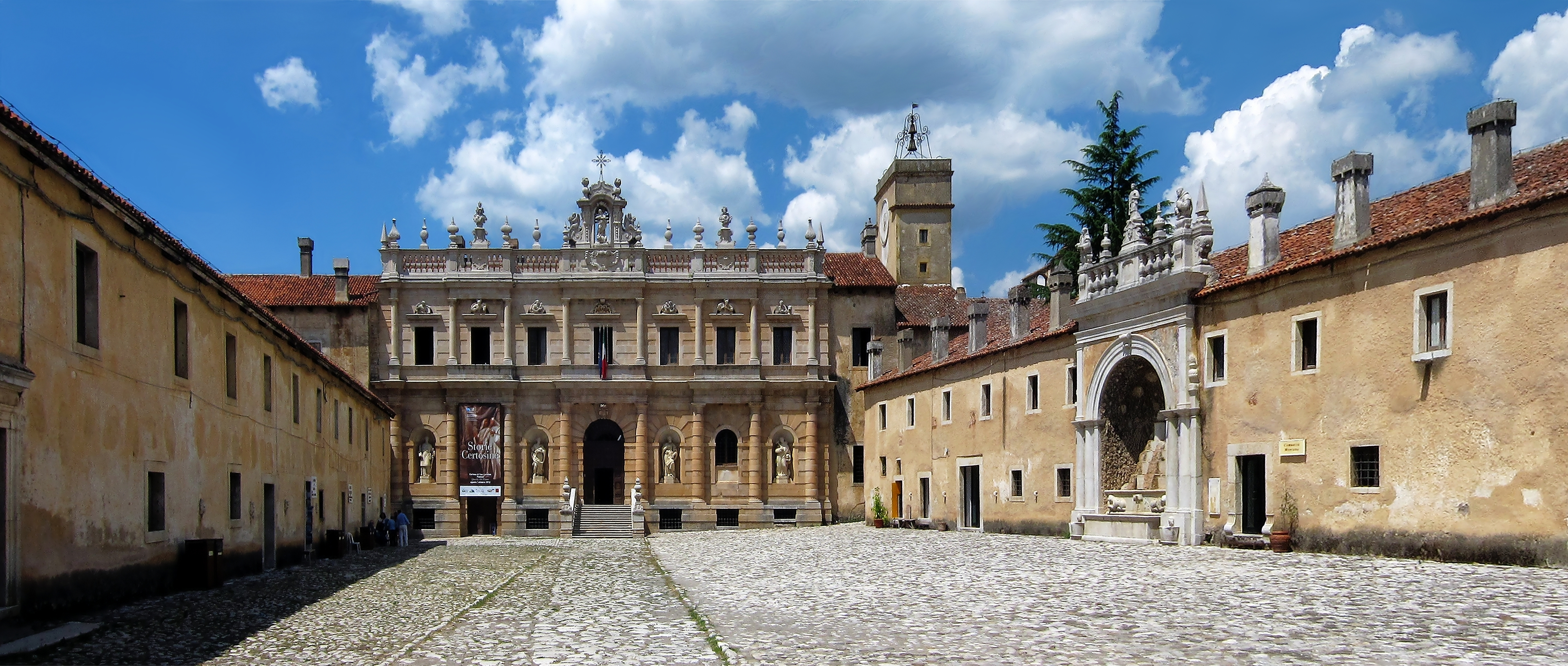
Cartuja de Padula

## Municipios
Hay 158 municipios en la provincia.
| - Acerno - Agropoli - Albanella - Alfano - Altavilla Silentina - Amalfi - Angri - Aquara - Ascea - Atena Lucana - Atrani - Auletta - Baronissi - Battipaglia - Bellizzi - Bellosguardo - Bracigliano - Buccino - Buonabitacolo - Caggiano - Calvanico - Camerota - Campagna - Campora - Cannalonga - Capaccio - Casal Velino - Casalbuono - Casaletto Spartano - Caselle in Pittari | - Castel San Giorgio - Castel San Lorenzo - Castelcivita - Castellabate - Castelnuovo Cilento - Castelnuovo di Conza - Castiglione del Genovesi - Cava de' Tirreni - Celle di Bulgheria - Centola - Ceraso - Cetara - Cicerale - Colliano - Conca dei Marini - Controne - Contursi Terme - Corbara - Corleto Monforte - Cuccaro Vetere - Éboli - Felitto - Fisciano - Furore - Futani - Giffoni Sei Casali - Giffoni Valle Piana - Gioi - Giungano - Ispani | - Laureana Cilento - Laurino - Laurito - Laviano - Lustra - Magliano Vetere - Maiori - Mercato San Severino - Minori - Moio della Civitella - Montano Antilia - Monte San Giacomo - Montecorice - Montecorvino Pugliano - Montecorvino Rovella - Monteforte Cilento - Montesano sulla Marcellana - Morigerati - Nocera Inferiore - Nocera Superiore - Novi Velia - Ogliastro Cilento - Olevano sul Tusciano - Oliveto Citra - Omignano - Orria - Ottati - Padula - Pagani - Palomonte | - Pellezzano - Perdifumo - Perito - Pertosa - Petina - Piaggine - Pisciotta - Polla - Pollica - Pontecagnano Faiano - Positano - Postiglione - Praiano - Prignano Cilento - Ravello - Ricigliano - Roccadaspide - Roccagloriosa - Roccapiemonte - Rofrano - Romagnano al Monte - Roscigno - Rutino - Sacco - Sala Consilina - Salento - Salerno - Salvitelle - San Cipriano Picentino - San Giovanni a Piro | - San Gregorio Magno - San Mango Piemonte - San Marzano sul Sarno - San Mauro Cilento - San Mauro la Bruca - San Pietro al Tanagro - San Rufo - San Valentino Torio - Sant'Angelo a Fasanella - Sant'Arsenio - Sant'Egidio del Monte Albino - Santa Marina - Santomenna - Sanza - Sapri - Sarno - Sassano - Scafati - Scala - Serramezzana - Serre - Sessa Cilento - Siano - Sicignano degli Alburni - Stella Cilento - Stio - Teggiano - Torchiara - Torraca - Torre Orsaia | - Tortorella - Tramonti - Trentinara - Valle dell'Angelo - Vallo della Lucania - Valva - Vibonati - Vietri sul Mare |